# Apelul la emoție
Apelul la emoție sau argumentum ad passiones este o eroare logică caracterizată de manipularea emoțiilor oponentului, cu scopul de a câștiga dezbaterea, în special în lipsa dovezilor factuale. Acest tip de eroare logică poate fi considerat și un fel de hering roșu care încearcă să devieze dezbaterea de la subiect. Include următoarele erori de logică:
- Apelul la consecințe
- Apelul la frică
- Apelul la măgulire
- Apelul la milă
- Apelul la ridicol
- Apelul la dispreț
- Gândirea deziderativă

## Erori de logică înrudite
Alte erori de logică se pot suprapune cu apelul la emoții
- Atacul ad hominem
- Detaliul înșelător
- Cui pe cui se scoate
- Om de paie

## Exemple
- "Pentru copil"

## Vezi
Logică